# 雲紋副尼麗魚
雲紋副尼麗魚，為輻鰭魚綱鱸形目隆頭魚亞目慈鯛科的其中一種，分布於中美洲墨西哥Papaloapán河流域，體長可達20公分，棲息在中底層水域，生活習性不明。

## 擴展閱讀
維基物種上的相關：雲紋副尼麗魚